# Венесуэла на летних Олимпийских играх 1968
Венесуэла принимала участие в Летних Олимпийских играх 1968 года в Мехико (Мексика) в шестой раз за свою историю, и завоевала одну золотую медаль. Это первая золотая олимпийская медаль сборной Венесуэлы.

## Золото
- Бокс, мужчины — Франсиско Родригес.